# Нетребка
Нетребка (рос. Нетребка) — річка в Україні у Голопристанському районі Херсонської області. Права притока річки Конки (басейн Дніпра).

## Опис
Довжина річки приблизно 8,38 км, найкоротша відстань між витоком і гирлом — 7,87  км, коефіцієнт звивистості річки — 1,06 . Формується декількома безіменними струмками та загатами.

## Розташування
Бере початок на південній стороні від селища Велетенське. Тече переважно на південний захід і на північно-східній стороні від села Забарине впадає у річку Конку, ліву притоку Дніпра.

## Цікаві факти
- Річка тече по заболоченій місцині[1].
- На лівому березі річки розташовані озера Нетребське та Красницьке[1].